# Melidectes
A Melidectes a madarak osztályának verébalakúak (Passeriformes) rendjébe és a mézevőfélék (Meliphagidae) családjába tartozó nem.

## Rendszerezésük
A nemet Philip Lutley Sclater írta le 1874-ben az alábbi 6 vagy 10 faj tartozik ide:
- fahéjmellű mézevő (Melidectes torquatus)
- diadémmézevő (Melidectes leucostephes)
- rozsdásfülű mézevő (Melidectes ochromelas)
- Belford-mézevő (Melidectes belfordi)
- Reichenow-mézevő (Melidectes rufocrissalis)
- Foerster-mézevő (Melidectes foersteri)

- tarkaszemölcsös mézevő (Melidectes fuscus[2] vagy Melionyx fuscus)[1]
- rövidbajszú mézevő (Melidectes nouhuysi)[2] vagy Melionyx nouhuysi)[1]
- hosszúbajszú mézevő (Melidectes princeps)[2] vagy Melionyx princeps)[1]
- Gilliard-mézevő (Melidectes whitemanensis[2] vagy Vosea whitemanensis)[1]